# فيات إم11\39
فيات إم11\39 (بالإيطالية: Fiat M11/39)‏ دبابة متوسطة من صنع شركة فيات الإيطالية، دخلت الخدمة في الجيش الإيطالي عام 1939 وشارك في الحرب العالمية الثانية. تزن الدبابة 11 طنا وهي مسلحة بمدفع من عيار 37 ملم. جاء الاسم إم11\39 من حرف "M" اختصار كلمة Medio الإيطالية التي تعني «متوسطة» أما رقم 11 فيأتي من وزن الدبابة التصميمي المحدد باحد عشر طنا في حين يرمز رقم "39" إلى عام الصنع وهو 1939 وتم استدخدامها في الحرب العالمية الثانية.